# Cratylia argentea
Cratylia argentea är en ärtväxtart som först beskrevs av Nicaise Auguste Desvaux, och fick sitt nu gällande namn av Carl Ernst Otto Kuntze. Cratylia argentea ingår i släktet Cratylia, och familjen ärtväxter. Inga underarter finns listade i Catalogue of Life.